# Carex gongshanensis
Carex gongshanensis är en halvgräsart som beskrevs av Tang, Fa Tsuan Wang och Y.C.Yang. Carex gongshanensis ingår i släktet starrar, och familjen halvgräs. Inga underarter finns listade i Catalogue of Life.